# سمحة
سمحة هي جزيرة مأهولة من أرخبيل سقطرى اليمني، تحت إدارة محافظة أرخبيل سقطرى. مساحتها 40 كم مربعًا، مما يجعلها من أصغر ثلاث جزر مأهولة في الأرخبيل.
تسمى مع جزيرة درسة المجاورة بالأخوين.

## التقسيم الإداري
تصنف الجزيرة كإحدى قرى عزلة جزيرة سمحة بمديرية قلنسية وعبد الكوري التابعة لمحافظة أرخبيل سقطرى، بلغ تعداد سكانها 171 نسمة حسب تعداد اليمن لعام 2004.